# 蒲原町 (新潟市)
蒲原町（かんばらちょう）は、新潟県新潟市中央区の町字。丁番を持たない単独町名であり、住居表示実施済み区域。郵便番号は950-0083。

## 概要
1968年（昭和43年）から現在の町名。もとは蒲原、明石通、長嶺、沼垂の各一部。

### 隣接する町字
北から東回り順に、以下の町字と隣接する。
- 沼垂西
- 沼垂東
- 明石
- 東万代町

## 歴史

### 年表
- 1968年（昭和43年） : 蒲原、明石通、長嶺、沼垂の各一部から分立して成立。
- 2007年（平成19年）4月1日 : 新潟市の政令指定都市移行により、中央区の大字となる。

## 世帯数と人口
2018年（平成30年）1月31日現在の世帯数と人口は以下の通りである。
| 町丁   | 世帯数  | 人口  |
| ------ | ------- | ----- |
| 蒲原町 | 273世帯 | 485人 |

## 小・中学校の学区
市立小・中学校に通う場合、学区は以下の通りとなる。
| 番地 | 小学校                 | 中学校             |
| ---- | ---------------------- | ------------------ |
| 全域 | 新潟市立万代長嶺小学校 | 新潟市立宮浦中学校 |

## 主な企業・施設
- 新潟市中央区役所 東出張所

## 交通
- 国道7号（明石通）
- 新潟県道464号新潟港沼垂線（栗ノ木バイパス）